# Нулевой километр (Уфа)
Знак «Нулевой километр» — символическая геодезическая отметка в Уфе. Этот знак служит начальной точкой отсчета протяженности дорог между Уфой и городами Российской Федерации и мира.

## История
Знак «Нулевой километр» был установлен в 12:00 14 сентября 2007 года около Главпочтамта на улице Ленина.
Бронзовый знак весит 700 кг и выполнен в виде диска диаметром 1,5 метра. Знак был отлит на Уфимском моторостроительном производственном объединении в цехе точного литья. На знаке изображена национальная символика Республики Башкортостан, цифра «0» и надпись «Нулевой километр автодорог республики Башкортостан».
На фасаде Главного почтамта установлена также памятная табличка, на которой указаны расстояния до Москвы, Калининграда, Владивостока, Мурманска и Сочи. Табличка сообщает, что знак Нулевого километра заложен в честь 450-летия добровольного вхождения Башкортостана в состав России.
В официальной церемонии установки знака участвовали мэр Уфы Павел Качкаев, директор уфимского филиала «Почты России» Альберт Дусалимов, начальник Уфимского почтамта Айрат Минасов, генеральный директор ОАО «УМПО» Александр Артюхов. От коллектива Уфимского почтамта участвовала обладательница титула «Мисс Почта России» Наталья Сарычева.
В ходе церемонии от «нулевого километра» были отправлены посылки и письма в Москву и дальнее зарубежье (Нигерию и Индию). Марки на почтовых отправлениях были погашены специальным штемпелем с изображением Уфимского почтамта.